# Unseen Hands
Unseen Hands er en amerikansk stumfilm fra 1924 instrueret af Jacques Jaccard.

## Medvirkende
- Wallace Beery som Jean Scholast
- Joseph J. Dowling som George Le Quintrec
- Fontaine La Rue som Madame Le Quintrec
- Jack Rollens som Armand Le Quintrec
- Cleo Madison som Mataoka
- Jim Corey som Wapita
- Jamie Gray som Nola